# نیو برن (کارولینای شمالی)
نیو برن (به انگلیسی: New Bern) شهری در ایالت کارولینای شمالی کشور ایالات متحده آمریکا است که جمعیت آن در سرشماری سال ۲۰۱۰ میلادی، ۲۹٬۵۲۴ نفر بوده‌است.